# Gran Premio de Sudáfrica de Motociclismo de 1984
El Gran Premio de Sudáfrica de Motociclismo de 1984 fue la primera prueba de la temporada 1984 del Campeonato Mundial de Motociclismo. El Gran Premio se disputó el 24 de marzo de 1984 en el circuito de Kyalami.

## Resultados 500cc
La primera prueba del campeonato fue notable la ausencia del estadounidense Freddie Spencer, que no se había recuperado de una lesión del tobillo.  La primera victoria del curso fue para Eddie Lawson que hizo una carrera excelente saliendo de la undécima posición de la parrilla de salida.
| 1        | Eddie Lawson         | Yamaha     | 53:22.400  | 15 |  |
| 2        | Raymond Roche        | Honda      | +12.600    | 12 |  |
| 3        | Barry Sheene         | Suzuki     | +12.900    | 10 |  |
| 4        | Didier de Radiguès   | Chevallier | +15.800    | 8  |  |
| 5        | Sergio Pellandini    | Suzuki     | +1:04.000  | 6  |  |
| 6        | Massimo Broccoli     | Honda      | +1:29.600  | 5  |  |
| 7        | Boet van Dulmen      | Suzuki     | +1 Vuelta  | 4  |  |
| 8        | Christian Le Liard   | Chevallier | +1 Vuelta  | 3  |  |
| 9        | Chris Guy            | Honda      | +1 Vuelta  | 2  |  |
| 10       | Brett Hudson         | Suzuki     | +2 Vueltas | 1  |  |
| 11       | Reinhold Roth        | Honda      | +4 Vueltas |    |  |
| 12       | Dimitrios Papandreou | Yamaha     | +6 Vueltas |    |  |
| 13       | Klaus Klein          | Suzuki     | +7 Vueltas |    |  |
| Ret      | Marco Lucchinelli    | Cagiva     | Ret        |    |  |
| Ret      | Ron Haslam           | Honda      | Ret        |    |  |
| Ret      | Franco Uncini        | Suzuki     | Ret        |    |  |
| Ret      | Virginio Ferrari     | Yamaha     | Ret        |    |  |
| Ret      | Gustav Reiner        | Honda      | Ret        |    |  |
| DNS      | Freddie Spencer      | Honda      | DNS        |    |  |
| Sources: |                      |            |            |    |  |

## Resultados 250cc
Carrera competida con unos siete pilotos luchando por el triunfo. Al final, la victoria fue para el francés Patrick Fernandez por delante de su compatriota Christian Sarron y el español Sito Pons, segundo y tercero respectivamente.
| Pos. | Piloto                 | Moto              | Tiempo     | Pts. |
| ---- | ---------------------- | ----------------- | ---------- | ---- |
| 1    | Patrick Fernandez      | Yamaha            | 47:10.100  | 15   |
| 2    | Christian Sarron       | Yamaha            | +1.100     | 12   |
| 3    | Sito Pons              | Kobas-Rotax       | +3.400     | 10   |
| 4    | Manfred Herweh         | Real-Rotax        | +19.400    | 8    |
| 5    | Anton Mang             | Yamaha            | +27.000    | 6    |
| 6    | Karl-Thomas Grässel    | Yamaha            | +38.900    | 5    |
| 7    | Jean-François Baldé    | Pernod            | +44.500    | 4    |
| 8    | Ivan Palazzese         | Yamaha            | +46.600    | 3    |
| 9    | Carlos Lavado          | Yamaha            | +48.700    | 2    |
| 10   | Alan Carter            | Yamaha            | +55.600    | 1    |
| 11   | Mario Rademeyer        | Yamaha            | +55.700    |      |
| 12   | Martin Wimmer          | Yamaha            | +1:20.400  |      |
| 13   | Jean-Michel Mattioli   | Chevallier-Yamaha | +1:32.600  |      |
| 14   | Stéphane Mertens       | Yamaha            | +1 Vuelta  |      |
| 15   | Thierry Espié          | Chevallier-Yamaha | +1 Vuelta  |      |
| 16   | Jacques Cornu          | Yamaha            | +1 Vuelta  |      |
| 17   | Jean-Louis Guignabodet | Yamaha            | +1 Vuelta  |      |
| 18   | Jacques Bolle          | Pernod            | +1 Vuelta  |      |
| 19   | Jimmy Rodger           | Yamaha            | +1 Vuelta  |      |
| 20   | David Emond            | Yamaha            | +1 Vuelta  |      |
| 21   | Klaus-Peter Baller     | Yamaha            | +1 Vuelta  |      |
| 22   | Danny Bristol          | Yamaha            | +1 Vuelta  |      |
| 23   | Chas Mortimer          | Armstrong         | +2 Vueltas |      |
| 24   | Barry Kerr             | Yamaha            | +4 Vueltas |      |
| Ret  | Kevin Hellyer          | Yamaha            | Ret        |      |
| Ret  | Wayne Rainey           | Yamaha            | Ret        |      |
| Ret  | Harald Eckl            | Rotax             | Ret        |      |
| Ret  | Loris Reggiani         | Kawasaki          | Ret        |      |
| Ret  | Thierry Rapicault      | Yamaha            | Ret        |      |
| Ret  | Warren Bristol         | Yamaha            | Ret        |      |
| Ret  | Leonard Alan Dibon     | Yamaha            | Ret        |      |
| Ret  | Richard Hubin          | Yamaha            | Ret        |      |
| Ret  | Russell Wood           | Yamaha            | Ret        |      |
| Ret  | Hervé Guilleux         | Yamaha            | Ret        |      |
| Ret  | Ronan Schulz           | Yamaha            | Ret        |      |
| Ret  | Dave Estment           | Honda             | Ret        |      |
| Ret  | Roland Freymond        | Yamaha            | Ret        |      |